# Gerardus Henri Betz
Gerardus Henri Betz (Breda, 30 oktober 1816 – Den Haag, 20 mei 1868) was een liberaal/Thorbeckiaans Kamerlid en minister van Financiën.
Betz groeide op in Breda, waar hij bij zijn vader in de olieslagerij werkte. Hij werd ook zelf ondernemer, en begon 1837 met zijn broer in Kralingen een stroopfabriek. In 1841 trouwde hij met een Amsterdamse en vestigde hij zich in Rotterdam.
Betz werd in 1853 raadslid in Rotterdam en vanaf 1859 Tweede Kamerlid voor die stad. Hij was een pleitbezorger van hervorming van het financiële stelsel en van afschaffing van plaatselijke accijnzen.
Begin 1862 werd hij minister van financiën in het tweede kabinet-Thorbecke. Direct voerde hij de nieuwe Algemene Tariefwet in, waardoor de invoer- en uitvoerrechten sterk werden teruggebracht. Zo maakte hij een einde aan het protectionisme en voerde hij vrijhandel in, een liberaal ideaal. De tariefwet zou, ondanks enige pogingen door de conservatieven om terug te keren tot bescherming van de binnenlandse markt, stand houden tot in de Grote Wereldcrisis: in 1932 werd de vrijhandel verlaten.
In 1865 kwam Betz in het middelpunt van de Limburgse brievenaffaire. Er was daarbij sprake van toezeggingen aan Limburgse Kamerleden over uitstel van belastingverhoging in Limburg met het oog op de Tweede Kamerverkiezingen. Hij trad vanwege deze affaire af als minister.

## Tweede Kamer
| Periode                   |
| ------------------------- |
| 15-02-1859 t/m 31-01-1862 |